# Saint-Castin
Saint-Castin é uma comuna francesa na região administrativa da Nova Aquitânia, no departamento dos Pirenéus Atlânticos. Estende-se por uma área de 7,00 km². Em 2010 a comuna tinha 888 habitantes (densidade: 126,9 hab./km²).